# اکیساگار
اکیساگار (به انگلیسی: Akkisagar) یک منطقهٔ مسکونی در هند است که در کارناتاکا واقع شده‌است.